# Lake Chichester
Der Lake Chichester ist ein Stausee im Osten des australischen Bundesstaates New South Wales. Er liegt ca. 21 km nördlich der Stadt Dungog im südöstlichen Ausläufer des Barrington-Tops-Nationalparks am Chichester River.
Der Staudamm wurde von 1917 bis 1926 zur Versorgung des Hunter Valley mit Trinkwasser gebaut. Heute liefert der Stausee etwa 35 % des Trinkwassers für das untere Hunter Valley. Sein Einzugsgebiet liegt im Barrington-Tops-Nationalpark und beträgt 197 km². Das Wasser stammt vornehmlich aus dem Chichester River und seinem Nebenfluss, dem Wangat River. Der Stausee hat ein Gesamtvolumen von 21,5 Mio. m³ und ist mit den Trinkwasserreservoirs in Maitland, Cessnock und Newcastle durch eine 80 km lange Schwerkraftleitung verbunden.
Die Staumauer ist 254 m lang und 43 m hoch. Die Schwerkraftmauer besteht aus großen Felsblöcken und eingebauten Betonblöcken. 93 Zuganker verbinden die Wand mit dem gewachsenen Fels.

## Geschichte
Der Bau begann 1917 und wurde 1926 beendet. 1965 senkte man den Auslauf um 2,75 m ein, um die Flutkapazität zu erhöhen. 1985 wurde der Damm mit Stahlseilen verspannt und der Auslauf wurde in die Mitte des Damms auf seine ursprüngliche Höhe zurückverlegt. 1995 wurde die Neigung an der Wasserseite unter dem nördlichen Widerlager verringert und 2003 installierte man ein besseres Drainagesystem für die Fundamente.und die linke Brustwehr wurde erhöht um ein Überschwappen bei sehr hohem Wasserstand zu verhindern.